# Campbell-Rumsey House

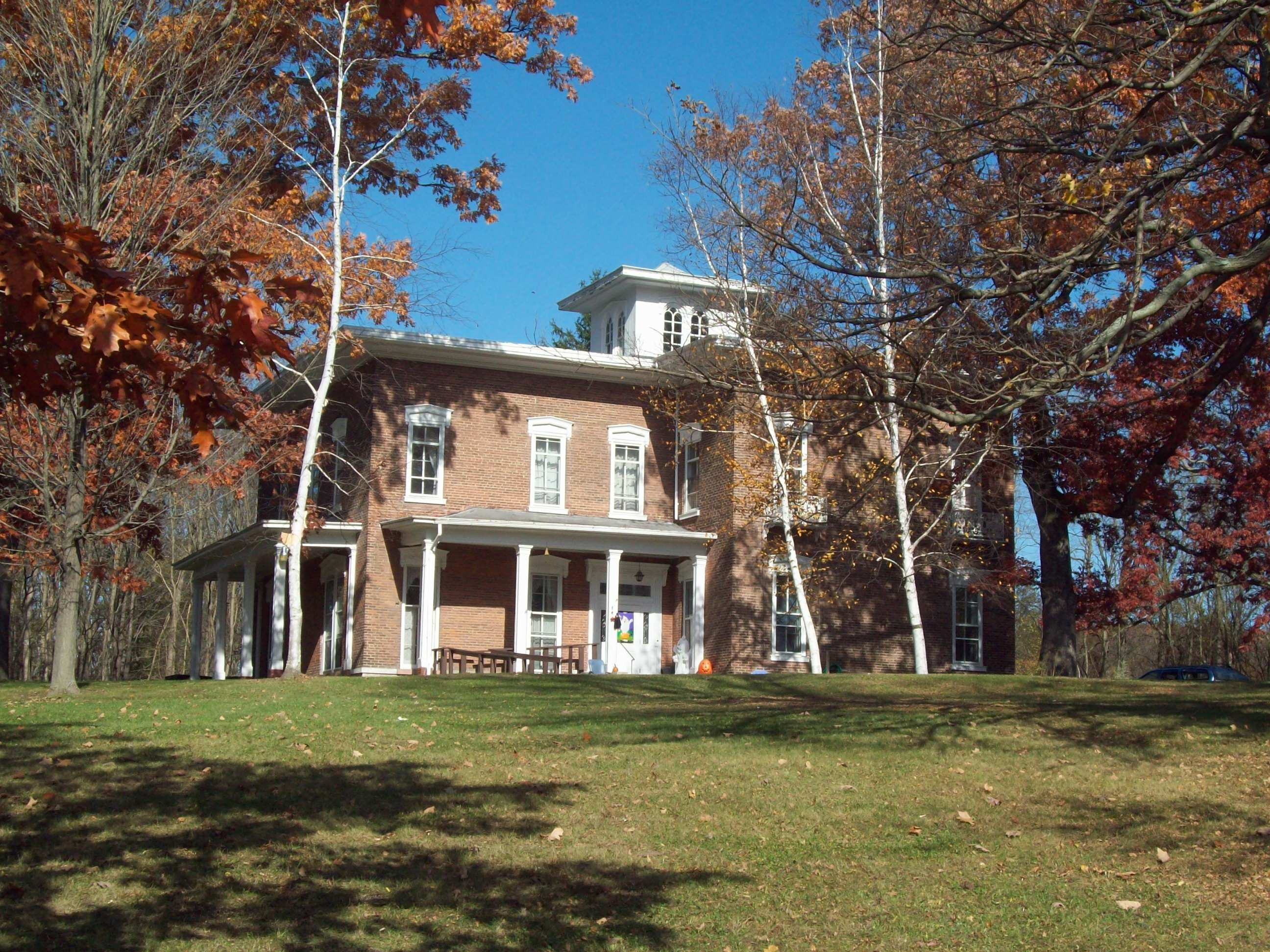
Campbell-Rumsey House (2009)

Das Campbell-Rumsey House ist ein historisches Gebäude in der East Steuben Street 225 in Bath (New York) in Steuben County, New York. Es wurde um 1855 erbaut und ist ein zweigeschossiges Gebäude in Italianate-Stil. Robert Campbell (1808–1870) und David Rumsey (1810–1883) wohnten dort.
Es wurde am 30. September 1983 als Baudenkmal in das National Register of Historic Places aufgenommen.